# Red Room (Offset)
Red Room è un singolo del rapper statunitense Offset, pubblicato il 14 febbraio 2019 come primo estratto dal primo album in studio Father of 4.

## Descrizione
Il brano, prodotto da Metro Boomin, in precedenza era stato reso disponibile per un breve periodo di tempo il 30 novembre 2018, prima di essere rimosso.

## Video musicale
Il videoclip, diretto da Aisultan Seitov, è stato pubblicato insieme alla canzone il 14 febbraio 2019.

## Critica
La canzone è stata giudicata come "fortemente introspettiva". Offset si dedica a parlare della sua vita, facendo riferimenti al suo passato da criminale, alla prematura morte del fratello e al suo incidente d'auto avvenuto nella notte del 19 maggio 2018.

## Classifiche
| Classifica (2019)         | Posizione massima |
| ------------------------- | ----------------- |
| Canada                    | 42                |
| Irlanda                   | 89                |
| Nuova Zelanda             | 12                |
| Regno Unito               | 98                |
| Stati Uniti               | 49                |
| Stati Uniti (R&B/Hip-Hop) | 22                |